# Hamilton MacFadden
Hamilton MacFadden (Chelsea, 26 aprile 1901 – New York, 1º gennaio 1977) è stato un regista, attore e sceneggiatore statunitense.

## Filmografia

### Regista
- Harmony at Home (1930)
- Crazy That Way (1930)
- L'amante di mezzanotte (Oh, For a Man!) (1930)
- Are You There? (1930)
- La crociera del delitto (Charlie Chan Carries On) (1931)
- Il cammello nero (The Black Camel) (1931)
- L'amazzone mascherata (Riders of the Purple Sage) (1931)
- La spia (The Spy),  co-regia con Berthold Viertel, non accreditato (1931)
- Their Mad Moment, co-regia con Chandler Sprague, non accreditato (1931)
- Cheaters at Play (1932)
- The Fourth Horseman (1932)
- Second Hand Wife (1933)
- Trick for Trick (1933)
- The Man Who Dared (1933)
- Charlie Chan's Greatest Case (1933)
- As Husbands Go (1933)
- Hold That Girl (1934)
- Il trionfo della vita (Stand Up and Cheer!) (1934)
- Porte chiuse (She Was a Lady) (1934)
- Elinor Norton (1934)
- L'uomo dai due volti (Charlie Chan in Paris), non accreditato (1935)
- Fighting Youth (1935)
- Three Legionnaires (1937)
- It Can't Last Forever (1937)
- The Legion of Missing Men (1937)
- Sea Racketeers (1937)
- Escape by Night (1937)
- From Now On (1937)
- The Power of God (1942)
- Inside the Law (1942)
- Youth for the Kingdom (1945)

### Sceneggiatore
- Crazy That Way, regia di Hamilton MacFadden (1930)
- Second Hand Wife, regia di Hamilton MacFadden (1933)
- Fighting Youth, regia di Hamilton MacFadden (1935)
- The Honeymoon's Over, regia di Eugene Forde (1939)
- Youth for the Kingdom, regia di Hamilton MacFadden (1945)

### Attore
- Il cammello nero (The Black Camel), regia di Hamilton MacFadden (1931) - non accreditato
- Keep Smiling, regia di Herbert I. Leeds (1938) - non accreditato
- Time Out for Murder, regia di H. Bruce Humberstone (1938) - non accreditato
- Touchdown, Army, regia di Kurt Neumann (1938) - non accreditato
- Five of a Kind, regia di Herbert I. Leeds (1938)
- Tarnished Angel, regia di Leslie Goodwins (1938)
- Sharpshooters, regia di James Tinling (1938)
- While New York Sleeps, regia di H. Bruce Humberstone (1938) - non accreditato
- Pardon Our Nerve, regia di H. Bruce Humberstone (1939) - non accreditato
- Unmarried, regia di Kurt Neumann (1939) - non accreditato
- Charlie Chan a Reno (Charlie Chan in Reno), regia di Norman Foster (1939)
- La famiglia Jones a Hollywood (The Jones Family in Hollywood), regia di Malcolm St. Clair (1939)
- Chicken Wagon Family, regia di Herbert I. Leeds (1939)
- Shooting High, regia di Alfred E. Green (1940)
- Seduzione (The Lady in Question), regia di Charles Vidor (1940) - non accreditato
- Pier 13, regia di Eugene Forde (1940) - non accreditato
- Yesterday's Heroes, regia di Herbert I. Leeds (1940) - non accreditato
- Michael Shayne, investigatore privato (Michael Shayne, private detective), regia di Eugene Forde (1941) - non accreditato
- Il drago riluttante (The Reluctant Dragon), regia di Alfred Werker (1941)
- Ride, Kelly, Ride, regia di Norman Foster (1941)
- Michael Shayne va all'ovest (Sleepers West), regia di Eugene Forde (1941)
- Michael Shayne e l'enigma della maschera (Dressed to Kill), regia di Eugene Forde (1941)
- Charlie Chan a Rio (Charlie Chan in Rio), regia di Harry Lachman (1941)
- Young America, regia di Louis King (1942)
- Wilson, regia di Henry King (1944) - non accreditato